# El Chaltén

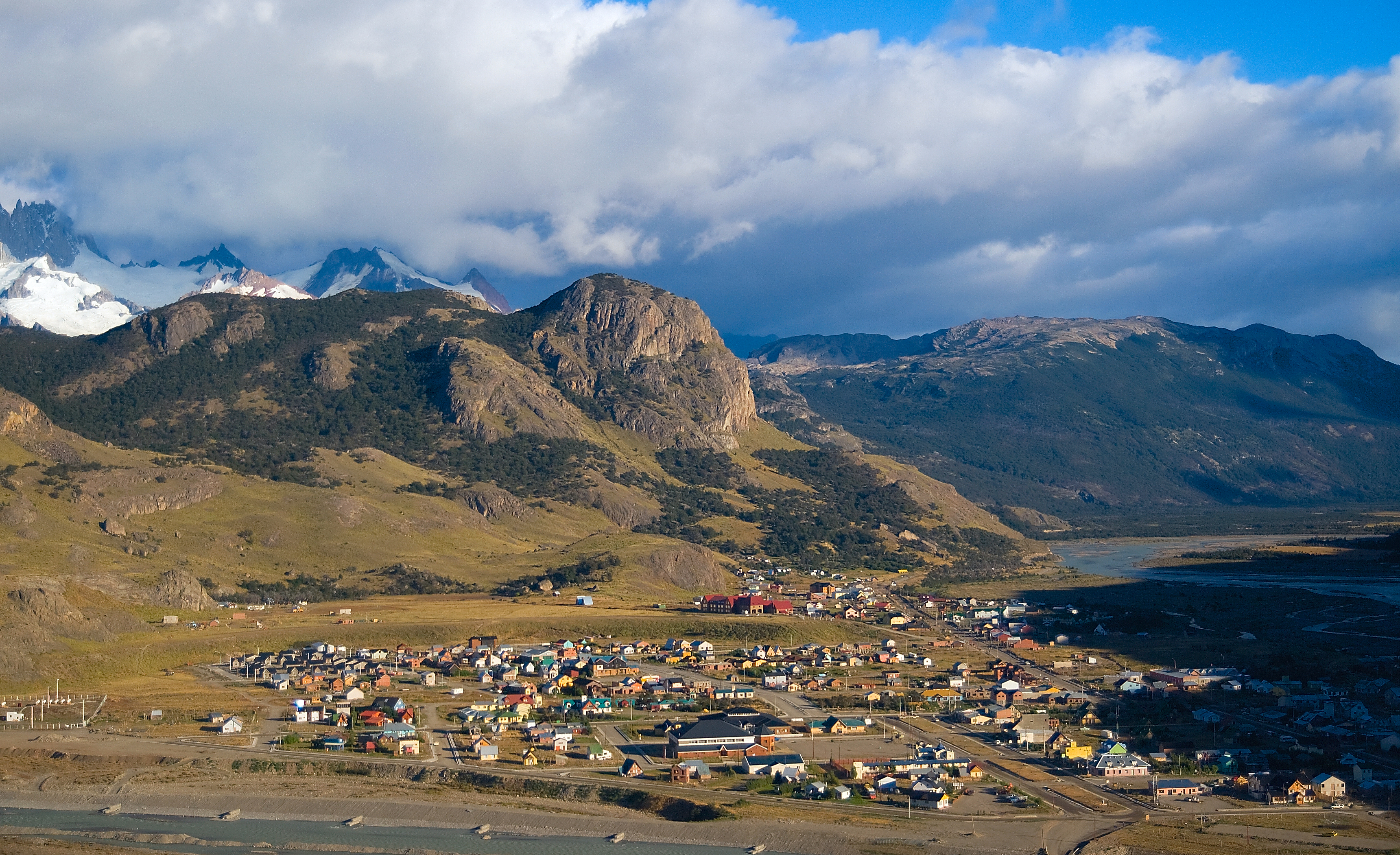
El Chaltén vista a partir da trilha do Cerro Fitz Roy

El Chaltén é um assentamento rural da Argentina localizado na província de Santa Cruz. Segundo censo de 2010, havia 1 627 habitantes.